# مار هالیس
مار هالیس (نام علمی: Gloydius halys) نام یک گونه از زیرخانواده افعی گودال است.